# Benny Nielsen (Schwimmer)
Benny Leo Nielsen (* 26. März 1966 in Aalborg) ist ein ehemaliger dänischer Schwimmer.

## Werdegang
Nielsen, der für den Aalborg Svømmeklub startete, gewann bei den Schwimmeuropameisterschaften 1985 in Sofia die Silbermedaille über die 200 Meter Schmetterling. Im folgenden Jahr gewann er bei den Schwimmweltmeisterschaften 1986 in Madrid Bronze in dieser Disziplin.
In Straßburg konnte sich Nielsen bei den Schwimmeuropameisterschaften 1987 die Silbermedaille über 200 Meter und die Bronzemedaille über 100 Meter Schmetterling sichern.
Bei den Olympischen Sommerspielen 1988 in Seoul gewann er über die 200 Meter Schmetterling die Silbermedaille hinter dem Deutschen Michael Groß und vor dem Australier Anthony Mosse. Über die 100 Meter Schmetterling verpasste er das Finale und erreichte im B-Finale den dritten Rang, was am Ende Platz 11 bedeutete. Mit der 4-mal-100-Meter-Lagenstaffel, zu der auch Lars Sørensen, Christian Toft und Franz Mortensen gehörten, scheiterte er im vierten Vorlauf und lag am Ende auf Rang 14. Mit der 4-mal-100-Meter-Freistilstaffel erreichte er Rang zehn.
Insgesamt sicherte sich Nielsen 40 dänische Meistertitel.
Nach seiner aktiven Karriere schloss Nielsen 1999 seine Ausbildung bei der Polizei ab und arbeitet seitdem als Polizist. Zudem engagierte er sich beim Danmarks Idrætsforbund. Von 1997 bis 2005 übernahm er dort diverse Funktionen. Von 2001 bis 2005 gehörte er dem Vorstand des Verbandes an. Zuvor hatte er vier Jahre den Spitzensport-Ausschuss geleitet und sich in der Schulsport-Abteilung engagiert. In seiner Freizeit ist er als Schwimmtrainer aktiv und betreut Profi- wie auch Nachwuchsschwimmer. Bei den Schwimmeuropameisterschaften 2014 war er als Berater für seinen Landsmann Viktor Bromer aktiv.
Nielsen hat zwei Töchter. Mie Østergaard Nielsen ist ebenfalls erfolgreiche Schwimmerin und startete bereits mit 15 Jahren zu ihren ersten Olympischen Sommerspielen 2012 in London.